# 梅山駅
梅山駅（うめやまえき）は、岐阜県美濃市泉町にある、長良川鉄道越美南線の駅である。駅番号は12。

## 歴史
- 1987年（昭和62年）9月21日：開業[1]。請願駅[2]。

## 駅構造
単式ホーム1面1線を有する地上駅。
無人駅。出入口は美濃市駅寄りに1ヶ所設置されている。

## 利用状況
近年の1日平均乗降人員の推移は以下の通り。
- 1999年：433人
- 2000年：394人
- 2001年：416人
- 2002年：394人
- 2003年：395人
- 2004年：447人
- 2005年：364人
- 2006年：452人
- 2007年：465人
- 2008年：375人
- 2009年：333人
- 2010年：319人
- 2011年：405人
- 2012年：343人
- 2013年：265人

## 駅周辺
- 岐阜県立武義高等学校
- 美濃市文化会館
- 十六銀行美濃支店
- 美濃市美濃町伝統的建造物群保存地区：うだつの上がる町並み。
- 美濃橋：重要文化財。
- 小倉公園
- 美濃市文化会館
- 美濃緑風荘
- 美濃市運動公園
- 岐阜県立森林文化アカデミー
- 岐阜県森林研究所
- 美濃市立美濃小学校
- ドローンミュージアム&パークみの
- 国道156号
- 岐阜県道80号美濃川辺線

## バス路線

### 岐阜バス 美濃小学校前バス停
- 武儀高校線
  - 小瀬・小屋名経由関市山田行き（休校日を除く平日の夕方に1便運行される）

※バス停は、駅から北西へ550m程の国道156号線沿いにある。
- 美濃市乗り合わせタクシー「のり愛くん」
- 以前は、わっちも乗ろcar洲原線と牧谷片知線のバス停があった。

## 隣の駅
長良川鉄道
■越美南線
美濃市駅（11） - 梅山駅（12） - 湯の洞温泉口駅（13）